# Castell d'Avià
El Castell d'Avià era una fortificació que hi havia a l'actual municipi d'Avià que roman dessaperagut i del qual no se n'ha descobert el seu emplaçament.

## Història
Els documents referents al Castell ens parlen de dues èpoques diferents en el temps i en el espai. Les primeres notícies concretes les trobem relacionades en unes donacions que fan l'any 898 al Monestir de Sant Llorenç prop Bagà de vinyes, terres i cases que posseïen els esposos Fruila i Wilisinda dins el terme del castell d'Aviá. Anys més tard, el 1031 trobem una referència de donació de terres al mateix Monestir. D'aquesta fortificació no se'n conserva cap resta i se'n desconeix la seva ubicació.
Hi ha fonts documentals que parlen d'una segona fortificació de l'època del trobador Guillem de Berguedà (1167-1197) que Martí de Riquer esmenta com el Soler d'Avià. Aquesta fortificació es creu que estaria situada a l'entorn de Santa Maria d'Avià. En aquest espai s'hi han trobat algunes tombes antropomorfes. Una altra referència d'aquesta època al·ludeix a Ramon d'Avià, castlà del Castell d'Avià que dona drets de pastoratge al monestr de Poblet.
A partir d'aquests moments, hi ha molt poques notícies històriques del Castell d'Avià. Només es coneix que el 1339 Ramon d'Avià era senyor del castell homònim.